# 삿포로비루테이엔역
삿포로비루테이엔역(일본어: サッポロビール庭園駅 サッポロビールていえんえき[*])은 일본 홋카이도 에니와시에 위치한 홋카이도 여객철도 지토세 선의 철도역이다. 역 번호는 H11이며, 섬식 승강장 2면 4선의 구조를 갖춘 지상역이다.

## 타는 곳
| 1 | ■ 지토세 선 | 상행 (대피선) | 지토세 · 도마코마이 방면                |
| 2 | ■ 지토세 선 | 상행 (본선)   | 지토세 · 신치토세쿠코 · 도마코마이 방면 |
| 3 | ■ 지토세 선 | 하행 (본선)   | 삿포로 · 데이네 · 오타루 방면           |
| 3 | ■ 지토세 선 | 하행 (대피선) | 삿포로 · 데이네 · 오타루 방면           |

## 이용 현황
| 연도     | 승차 인원 | 하차 인원 |
| 1990년도 | 159       | 318       |
| -------- | --------- | --------- |

## 역 주변
- 도오 자동차도 · 도토 자동차도 지토세에니와 분기점
- 국도 제36호선
- 삿포로 맥주 홋카이도 공장

## 인접 역
| 홋카이도 여객철도 ■ 치토세 선   | 홋카이도 여객철도 ■ 치토세 선 | 홋카이도 여객철도 ■ 치토세 선 |
| ------------------------------- | ----------------------------- | ----------------------------- |
| H10 에니와 삿포로 · 오타루 방면 | ● 보통                        | H12 오사쓰 도마코마이 방면    |